# Joezlag
De Joezlag (Russisch: Юзлаг) voluit Joego-zapadny ispravitelno-troedovoj lager (Юго-западный исправительно-трудовой лагерь; "zuidwestelijk hervormingswerkkamp") was een hervormingswerkkamp van de Dalstroj (Goelag). Het kamp werd opgezet in september 1949 en het bestuur werd gevestigd in de plaats Sejmtsjan in de oblast Magadan. Oorspronkelijk stond het onder direct bestuur van de Dalstroj, maar later werd het bestuur overgeheveld naar de noordoostelijke hervormingswerkkampendivisie van het Sovjetministerie van Justitie (OeSVITL MJoe), die later opging in de MVD (Ministerie van Binnenlandse Zaken). Het kamp eindigde haar bestaan in februari 1955.
De gevangenen werden ingezet in de goud-, kobalt- en tinmijnbouw en bij de bouw van en het werk in verwerkingsinstellingen. Er werden maximaal 5.700 gevangenen tegelijkertijd tewerkgesteld.